# مسجد وتكية الخليفة إسماعيل (أربيل)
مسجد وتكية الخليفة إسماعيل من مساجد أربيل التاريخية الأثرية التي بنيت في عهد الدولة العثمانية في العراق، ولقد بناه الحاج إسماعيل النجار في الفترة بين عامي 1330هـ/1912م - 1340هـ/1922م، ويحتوي الجامع على تكية، ويقع في الجهة الشرقية من جامع وتكية خانقاه الخالدية، والحاج إسماعيل النجار هو من أشراف التركمان في أربيل، وكان قد طلب من الشيخ إسماعيل القادري أن يجلس في التكية للإرشاد والوعظ، وأقيمت فيها الصلوات الخمس ومجالس الذكر وحفر فيها بئر للماء عند بابها، وكانت في بدايتها لا تتعدى غرفة واحدة فوسعها ثم باع ورثة الخليفة إسماعيل مبنى التكية إلى الحاج (سليمان فور ماجي)، والذي كان من الشخصيات التركمانية المعروفة في أربيل ثم تنازل عن ملكيتها إلى مديرية أوقاف أربيل وبعدها قامت المديرية بهدم المبنى وتوسيعه وبناء مسجد مكانها، ويجتوي المسجد على مصلى حرم صغير تبلغ مساحته 26م2 وسقفهُ من مشيد من مادة الكونكريت المسلح ويستند السقف في الوسط على دعامة حديدية، وتوجد في المسجد حجرة لإمام المسجد، ويبلغ عدد المصلين فيهِ حاليا حوالي 50 مصل ويتسع لأكثر من 200 مصل.